# Памятник И. П. Котляревскому (Полтава)

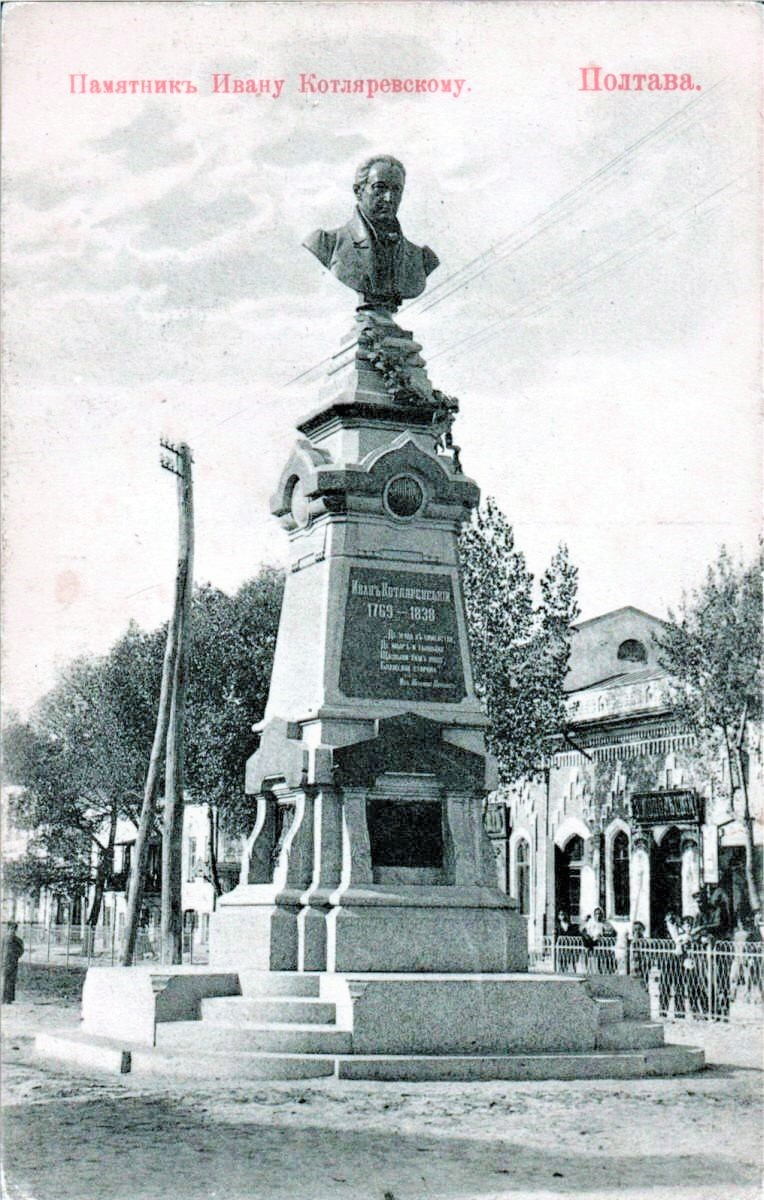
Памятник Ивану Котляревскому в Полтаве, 1905 год

Памятник Ивану Котляревскому в Полтаве (укр. Пам'ятник Івану Котляревському в Полтаві) — памятник украинскому писателю и общественному деятелю, дворянину Котляревскому Ивану Петровичу в городе Полтава Полтавской области Украины.

## История
Памятник писателю был построен на пожертвования частных лиц со всех концов Российской империи (всего было собрано 11 768 рублей 67 копеек) и открыт 30 августа [12 сентября] 1903 года на Протопоповском бульваре.
На собрании в связи с открытием памятника присутствовали Панас Мирный, Леся Украинка, Н. В. Лысенко, М. П. Старицкий, В. С. Стефаник, М. М. Коцюбинский, Олена Пчилка и другие видные деятели культуры.

## Описание
Памятник работы скульптора Л. В. Позена и архитектора А. И. Ширшова представляет собой бронзовый бюст писателя, установленный на гранитный постамент. Изначально, постамент был с трёх сторон украшен бронзовыми горельефами на темы "Энеиды", "Солдата-чародея" и "Наталки-Полтавки", с тыльной стороны на постаменте строки из стихотворения Т. Г. Шевченко "На вічну пам'ять Котляревському".
В конце 2008 года бронзовый горельеф «Наталка-Полтавка» был украден с памятника. Летом 2009 года городские власти к празднованию 300-летия Полтавской битвы установили на памятник копию горельефа, которую заказали местному скульптору и отлили из полимерного материала. Сообщается, что внешне копия ничем не отличается от украденного оригинала.